# Episodi di Titans (serie televisiva 2018) (seconda stagione)
La seconda stagione della serie televisiva Titans viene trasmessa sul servizio DC Universe dal 6 settembre al 29 novembre 2019.
In Italia, la seconda stagione è stata trasmessa da Netflix il 10 gennaio 2020.
| n. | Titolo originale | Titolo italiano | Pubblicazione Stati Uniti | Pubblicazione Italia |
| -- | ---------------- | --------------- | ------------------------- | -------------------- |
| 1  | Trigon           | Trigon          | 6 settembre 2019          | 10 gennaio 2020      |
| 2  | Rose             | Rose            | 13 settembre 2019         | 10 gennaio 2020      |
| 3  | Ghosts           | Fantasmi        | 20 settembre 2019         | 10 gennaio 2020      |
| 4  | Aqualad          | Aqualad         | 27 settembre 2019         | 10 gennaio 2020      |
| 5  | Deathstroke      | Deathstroke     | 4 ottobre 2019            | 10 gennaio 2020      |
| 6  | Conner           | Conner          | 11 ottobre 2019           | 10 gennaio 2020      |
| 7  | Bruce Wayne      | Bruce Wayne     | 18 ottobre 2019           | 10 gennaio 2020      |
| 8  | Jericho          | Jericho         | 25 ottobre 2019           | 10 gennaio 2020      |
| 9  | Atonement        | Espiazione      | 1º novembre 2019          | 10 gennaio 2020      |
| 10 | Fallen           | Caduta          | 8 novembre 2019           | 10 gennaio 2020      |
| 11 | E.L._.O.         | E.L._.O.        | 15 novembre 2019          | 10 gennaio 2020      |
| 12 | Faux-Hawk        | Finto Hawk      | 22 novembre 2019          | 10 gennaio 2020      |
| 13 | Nightwing        | Nightwing       | 29 novembre 2019          | 10 gennaio 2020      |

## Trigon
- Titolo originale: Trigon
- Diretto da: Carol Banker
- Scritto da: Greg Walker, Akiva Goldsman, Geoff Johns
- Durata: 52:55

### Trama
La seconda stagione segue i tragici eventi che hanno portato alla chiusura della prima stagione. Trigon è riuscito a far emergere il lato oscuro di Dick e si appresta a distruggere il mondo conosciuto. Rachel e Gar tentano inizialmente di opporsi ma sono costretti alla fuga poiché Trigon è troppo potente. Nel frattempo, Hawk e Dove chiedono a Jason Todd un aiuto affinché possano ritrovare Dick. I 3 quindi si ritrovano davanti alla casa di Rachel insieme a Wonder Girl e Koriand'r. Il team così riunito è piuttosto indeciso sul da farsi quando improvvisamente la barriera si apre: Trigon ha lasciato entrare il gruppo affinché possa convertire anche loro al lato oscuro. Il piano sfortunatamente riesce e Rachel e Gar si trovano a dover affrontare non solo Dick ma tutti gli eroi. Ormai alla stremo delle forze, Rachel è uccisa da Trigon (che le asporta il cuore trasformandolo in una pietra che verrà impiantata sulla sua fronte). La ragazza ha di fatto abbracciato il lato oscuro come tutti i supereroi, ad eccezione di Gar che, nonostante sia stato quasi ucciso da Dick, riesce in qualche modo a suscitare in Rachel il ricordo di quell'amicizia che li ha uniti. Grazie a questi ricordi Rachel riesce a ritornare sui suoi passi: emerge dal lato oscuro ed aiuta Dick intrappolato nel suo sogno in cui uccideva Batman. Consapevole dei suoi poteri, Rachel distrugge Trigon e libera tutti i suoi compagni. Il gruppo ora si divide: Dick si prenderà cura di Rachel e Gar ma prima dovrà chiarire i suoi conti con Bruce Wayne. L'incontro con Bruce si rivela vantaggioso: Dick vuole tornare a San Francisco e Bruce gli concede di vivere nel loft a patto che anche Jason Todd vada con loro.

## Rose
- Titolo originale: Rose
- Diretto da: Nathan Hope
- Scritto da: Richard Hatem
- Durata: 41:27

### Trama
Tre mesi dopo la sconfitta di Trigon, Dick continua ad allenare la sua squadra a San Francisco, dove i poteri di Rachel iniziano ad evolversi in modo strano. Dick salva una ragazza metaumana in fuga e tenta di reclutarla nei Titans, nonostante la sua riluttanza a ricevere aiuto. Jason e Gar la identificano come Rose Wilson, figlia di Deathstroke. Hank e Dawn si sono ritirati nel Wyoming, ma le tensioni ritornano quando Hank scopre che Dawn continua a operare come Dove. A Chicago, Kory e Donna combattono il crimine insieme e catturano la malvagia metumana Shimmer. Dawn, Hank e Donna sono costretti a ricongiungersi con Dick quando il Dr. Arthur Light fugge dalla prigione e inizia a prendere di mira i Titans. Kory incontra il compagno Tamaranean Faddei, che la prende prigioniera.

## Fantasmi
- Titolo originale: Ghosts
- Diretto da: Kevin Tancharoen
- Scritto da: Tom Pabst
- Durata: 47:47

### Trama
Donna, Hank e Dawn incontrano Dick alla base dei Titans, che li avvisa che Deathstroke è in città e insegue Rose. Rose rivela a Dick che sta tentando di assassinare Deathstroke perché ha ucciso suo fratello Jericho. Lavorando insieme contro i Titans, Deathstroke racconta al Dr. Light del suo piano di attirare gli eroi a loro separando i membri più deboli dal gruppo. Dopo che il Dr. Light fugge dalla squadra originale, Jason convince Gar a cercarlo da solo. Jason sconfigge il Dr. Light, ma cade in un'imboscata da parte di Deathstroke. Nel frattempo, Faddei informa Kory che sua sorella Blackfire le ha ordinato di tornare a Tamaran per diventare regina. Una telefonata di Rachel riguardante la perdita del controllo dei suoi poteri, tuttavia, spinge Kory a intrappolare Faddei nella sua nave e tornare dai suoi amici.

## Aqualad
- Titolo originale: Aqualad
- Diretto da: Glen Winter
- Scritto da: Jamie Gorenberg
- Durata: 44:29

### Trama
Cinque anni prima, un incarico porta Deathstroke a San Francisco dove si nascondono Jericho e sua madre Adeline. Assistito dal nuovo membro Garth, i Titans originali catturano il Dr. Light. Garth e Donna nutrono sentimenti romantici l'uno per l'altro, ma Donna ha resistito alle avance di Garth perché alla fine sarebbe dovuta tornare a Themyscira. Dopo che i due alla fine hanno avuto un incontro sessuale, Garth apprende da Dick che Donna se ne andrà immediatamente. Quando Garth appare davanti a Donna in aeroporto per convincerla a rimanere, viene colpito da Deathstroke. I membri sopravvissuti della squadra identificano Deathstroke come l'assassino di Garth e si dedicano a trovarlo. Una settimana dopo, Jericho fa amicizia con Dick, ignaro del fatto che cerca vendetta contro suo padre.

## Deathstroke
- Titolo originale: Deathstroke
- Diretto da: Nick Gomez
- Scritto da: Bianca Sams
- Durata: 43:43

### Trama
Dopo il rapimento di Jason, Deathstroke uccide il Dr. Light e informa gli eroi che rilascerà Jason in cambio di Rose. I Titans originali spiegano la loro situazione a Kory dopo che è arrivata, mentre Gar, Rachel e Rose ascoltano la conversazione. Rose tenta di scappare quando viene a sapere che la squadra sta pensando di arrendersi e viene quasi uccisa dai poteri instabili di Rachel. Dopo che Dick ha detto ai suoi compagni di squadra che avrebbero teso un'imboscata a Deathstroke con il pretesto di fare lo scambio, si incontra segretamente con Deathstroke in un grattacielo per offrire la sua vita in cambio di quella di Jason. Rifiutando l'offerta di Dick, Deathstroke rivela di aver legato Jason a un patibolo attrezzato con esplosivi. Kory interviene, ma lei e Dick non riescono a impedire a Deathstroke di attivare gli esplosivi, facendo cadere Jason dal grattacielo.

## Conner
- Titolo originale: Conner
- Diretto da: Alex Kalymnios
- Scritto da: Richard Hatem
- Durata: 43:23

### Trama
A Metropolis, il Soggetto 13 fugge dai Laboratori Cadmus con Krypto, assunto il nome "Conner" dal cartellino di un'uniforme che ha preso. I ricordi portano Conner nella casa di Lionel Luthor, nel Kansas, prima che il team di Mercy Graves, accompagnato dalla dott.ssa Eve Watson, lo attacca. Sconfiggendo la squadra, Conner affronta Eva, che rivela che lo ha creato dal DNA di Superman e Lex Luthor. Eva porta Conner nell'originale struttura Cadmus di San Francisco per aiutarlo a capire meglio se stesso e i tratti che condivide con i suoi ospiti del DNA. Invitandolo a fuggire, Eva inoltre avvisa Conner di non attirare l'attenzione su di sé usando i suoi poteri, ma Conner ignora il suo avvertimento quando vede cadere Jason. Dopo averlo salvato, Conner viene colpito con proiettili di kryptonite mentre la squadra di Graves riprende Krypto.

## Bruce Wayne
- Titolo originale: Bruce Wayne
- Diretto da: Akiva Goldsman
- Scritto da: Bryan Edward Hill
- Durata: 43:35

### Trama
Dick lascia la torre per cercare Deathstroke mentre è tormentato da un'allucinazione di Bruce. In assenza di Dick, Rose sospetta che i Titans siano stati coinvolti nella morte di Jericho quando scopre uno dei suoi dischi e gli eroi trovano oggetti piantati intorno alla base che ricordano loro ricordi dolorosi. Jason è accusato dagli altri Titans di essere irresponsabile, fino a quando la ricerca di Dick scopre che Deathstroke si è infiltrato nella torre. Con Jason che contempla il suicidio per il trauma causato dalla sua caduta e si sente in colpa per i problemi della squadra, Dick ammette a Jason di essere in colpa per la loro situazione attuale perché ha ucciso Jericho. Eva arriva alla torre dopo aver liberato Krypto per aiutare Conner, dove lo trova morire per avvelenamento da kriptonite. Quando Eva informa Kory che Conner può essere guarito solo dalle radiazioni solari, Kory usa i suoi poteri per salvarlo.

## Jericho
- Titolo originale: Jericho
- Diretto da: Toa Fraser
- Scritto da: Kate McCarthy
- Durata: 49:05

### Trama
Nel 2014, i Titani usano la loro amicizia con Jericho per saperne di più su Deathstroke. Contro il consiglio di Dawn di lasciarlo fuori dalla loro battaglia, Dick recluta Jericho nella squadra scoprendo che ha il potere di possedere gli altri. Jericho accetta di unirsi quando Dick gli dice la verità su suo padre e sulla ricerca degli eroi da parte sua. Deathstroke scopre che i Titani hanno contattato Jericho e dopo aver completato il suo colpo su Jillian, picchia gravemente Donna come avvertimento di stare lontano da suo figlio. Dick risponde affrontando Deathstroke durante il suo incontro privato con Jericho, provocando un combattimento che termina a favore di Deathstroke. Prima che Deathstroke possa finirlo, Jericho si sacrifica per salvare Dick saltando davanti alla lama di suo padre. Con Jericho morto, i Titani si sciolgono.

## Espiazione
- Titolo originale: Atonement
- Diretto da: Boris Mojsovski
- Scritto da: Jeffrey David Thomas
- Durata: 46:57

### Trama
Dopo le rivelazioni di Dick sulla morte di Jericho, tutti i Titans tranne Gar lasciano la torre. Rachel accompagna Donna, ma fugge da lei per stare da sola. Gar porta Conner in pubblico, il che termina in modo disastroso quando lui attacca un gruppo di agenti di polizia. Dick incontra Deathstroke, che gli dice che la loro battaglia è finita e che eliminerà i Titans se si riformeranno. Interessato dall'avvertimento di Deathstroke, Dick si lascia arrestare. Credendo che la loro presenza insieme danneggi gli altri, Hank rompe con Dawn. Faddei si riunisce con Kory e la informa che vengono cacciati da sua sorella Blackfire, che è diventata regina dopo aver ucciso i loro genitori. Kory è costretta a uccidere Faddei dopo che Blackfire si impossessa del suo corpo e giura di inseguire sua sorella.

## Caduta
- Titolo originale: Fallen
- Diretto da: Kevin Sullivan
- Scritto da: Jamie Gorenberg
- Durata: 44:19

### Trama
Incarcerato presso il Centro di correzione della contea di Kane, Dick aiuta gli immigrati privi di documenti Rafi e Luis a fuggire dalla prigione prima che possano essere deportati a Corto Maltese. Rachel si unisce a un gruppo di fuggitivi guidati da Dani dopo aver usato i suoi poteri per salvare quest'ultima dal padre violento Caleb, inconsapevole di aver causato anche la sua morte. Conner viene trovato nella torre dei Titans da Mercy, che lo convince a tornare alla Cadmus assicurandogli che possono sistemare i suoi cambiamenti di personalità. Alla ricerca di Rachel, Donna scopre le conseguenze dell'assalto della Cadmus alla Torre.

## E.L._.O.
- Titolo originale: E.L._.O.
- Diretto da: Millicent Shelton
- Scritto da: Bianca Sams
- Durata: 48:07

### Trama
Mentre è isolato, Dick si rende conto che Jericho è ancora vivo all'interno del corpo di Deathstroke. Kory, Rachel, Donna e Dawn sono attirati da Eluce Diner da Bruce nel tentativo di riunire la squadra. Apprendendo l'incarcerazione di Dick, Rachel e Kory partono per salvarlo, mentre Donna e Dawn partono per cercare Gar. Quando fanno irruzione nella prigione, Rachel e Kory scoprono che Dick è scomparso dalla sua cella lasciando un messaggio. Rose, avvicinatasi a Jason, chiama Deathstroke per informarlo che ha finito di aiutarlo a manipolare i Titans. Nel frattempo CADMUS ha sottoposto Gar a un esperimento che lo fa involontariamente diventare violento.

## Finto Hawk
- Titolo originale: Faux-Hawk
- Diretto da: Larnell Stovall
- Scritto da: Tom Pabst
- Durata: 49:53

### Trama
Gar viene involontariamente usato da Cadmus per scatenare i suoi poteri in pubblico. Donna e Dawn interrogano il vicepresidente di Cadmus sul lavaggio del cervello di Gar. Incapace di trovare Dick, Kory e Rachel decidono di aiutare Gar anche loro. Rose confessa a Jason di aver aiutato Deathstroke, con Jason che decide quindi di lasciarla. Con i Titans riuniti, Deathstroke si prepara ad eliminarli e contatta Rose per unirsi a lui. Dopo che Adeline ha informato Dick dei piani di Deathstroke e gli ha chiesto di salvare Jericho, Dick si reca in un laboratorio segreto per ricevere un nuovo costume. Hank diventa un combattente in gabbia mentre lotta con la tossicodipendenza.

## Nightwing
- Titolo originale: Nightwing
- Diretto da: Carol Banker
- Scritto da: Richard Hatem e Greg Walker
- Durata: 50:13

### Trama
Rose aiuta Dick a combattere Deathstroke e lo uccide, mentre il padre muore Jericho salta nel corpo di sua sorella. Con l'intento di pubblicizzare Conner come un supersoldato per potenziali offerenti, Mercy prima costringe Gar ad attaccare una fiera di carnevale e successivamente fa intervenire Conner per "salvare" la situazione. A questo punto Bruce Wayne mette termine all'asta mentre i Titans liberano Gar e Conner dal controllo mentale e sconfiggono Cadmus. Sfortunatamente Donna rimane fatalmente fulminata quando impedisce a una torre di trasmissione danneggiata di cadere sui civili. In seguito, Rachel parte per Themyscira con il corpo di Donna nel tentativo di farla risorgere, mentre Dick, Kory, Gar, Hank, Dawn, Rose e Conner formano una nuova squadra di Titans. Altrove, Blackfire arriva sulla Terra.